# Sonnendorf (Bad Sulza)
Sonnendorf ist ein Ortsteil der Landgemeinde Stadt Bad Sulza im Landkreis Weimarer Land in Thüringen.

## Geografie
Der Ortsteil Sonnendorf liegt nordöstlich an einer flachen Nordabdachung einer langgezogenen Ilmtalanhöhe. Im Ilmtal führt die Landesstraße 1060 von Bad Sulza kommend Richtung Osten gen Großheringen.

## Geschichte
Der Ort Sonnendorf  wurde am 27. Februar 1699, dagegen Bad Sulza am 10. September 1049, erstmals urkundlich erwähnt. Sonnendorf gehörte zum ernestinischen Amt Roßla, welches zur Zeit der Ortsgründung zu Sachsen-Weimar und seit 1741 zu Sachsen-Weimar-Eisenach gehörte. Bei der Verwaltungsreform des Großherzogtums Sachsen-Weimar-Eisenach kam der Ort 1850 zum Verwaltungsbezirk Weimar II (Verwaltungsbezirk Apolda). Sonnendorf gehörte seit 1920 zum Land Thüringen.
Bad Sulza kann auf 800 Jahre Weinanbau schauen. Im Mittelalter sollen bis zu 10.000 ha Wein angebaut worden sein. Heute stehen 40 ha im Weinanbaugebiet Saale-Unstrut-Thüringer Weingut Bad-Sulza.
1992 wurde das jetzige Weingut Bad Sulza gegründet. Den Sitz und die Weinkelterei richtete man nach Tradition und Moderne in Sonnendorf ein. Der Gast kann sich von dem edlen Weinsortiment überraschen lassen. Auszeichnungen beweisen die hohe Qualität der Weine.
Die Natur in Bad Sulza, Bad Kösen, Schulpforta, Naumburg, Dornburg/Saale, Apolda und Jena lädt dann auch noch zum Wandern ein. Am 22. Januar 1994 wurde die einstmals eigenständige Gemeinde Sonnendorf nach Bad Sulza eingemeindet.